# كأس هولندا السياحية 1997
كأس هولندا السياحية 1997 هو سباق دراجات نارية أقيم بتاريخ 28 يونيو 1997 في حلبة أسن تي تي. كان الجولة السابعة من أصل 15 في سباق الجائزة الكبرى للدراجات النارية موسم 1997. فاز الأسترالي ميك دوهان بفئة 500 سي سي بينما جاء الإسباني كارلوس تشيكا في المركز الثاني وحصل على المركز الثالث الإيطالي دوريانو رومبوني.

## وصلات خارجية
- الموقع الرسمي